# HMS Cottesmore (L78)
HMS Cottesmore (L78) là một tàu khu trục hộ tống lớp Hunt Kiểu I của Hải quân Hoàng gia Anh Quốc được hạ thủy và nhập biên chế năm 1940. Nó đã hoạt động trong suốt Chiến tranh Thế giới thứ hai, ngừng hoạt động năm 1946 rồi được chuyển cho Ai Cập năm 1950. Nó nhập biên chế cùng Hải quân Ai Cập như là chiếc Ibrahim El Awal, sau được đổi tên lần lượt thành Mohamed Alj El Kebir rồi Port Said, và phục vụ trong vai trò tàu huấn luyện cho đến năm 1972.

## Thiết kế và chế tạo
Cottesmore được đặt hàng vào ngày 11 tháng 4, 1938 cho hãng Yarrow Shipbuilders tại Birkenhead trong Chương trình Chiến tranh 1939 và được đặt lườn vào ngày 12 tháng 12, 1939. Nó được hạ thủy vào ngày 5 tháng 9, 1940 và hoàn tất vào ngày 29 tháng 12 năm 1940. Con tàu được cộng đồng dân cư hạt Rutland đỡ đầu trong khuôn khổ cuộc vận động gây quỹ Tuần lễ Tàu chiến năm 1942. Tên nó được đặt theo rừng săn cáo Cottesmore tại Rutland, và là chiếc tàu chiến thứ hai của Hải quân Anh được đặt cái tên này.

## Lịch sử hoạt động

### 1941
Sau khi hoàn tất chạy thử máy, Cottesmore chuyển đến Portland vào cuối tháng 12, 1940, nơi nó tiếp tục được trang bị hoàn thiện, rồi được điều đến Sheerness vào tháng 1, 1941, nơi nó gia nhập Chi hạm đội Khu trục 21 trực thuộc Hạm đội Nhà. Con tàu đảm nhiệm việc tuần tra và hộ tống vận tải ven biển tại khu vực Bắc Hải.
Vào ngày 6 tháng 2, Cottesmore được bố trí cùng các tàu khu trục Atherstone (L05), Broadwater (H81) và Keppel (D84) hộ tống cho Đoàn tàu WS6A trong hành trình từ Avonmouth đến Clyde, rồi tiếp tục trong chặng đường vượt qua Khu vực tiếp cận phía Tây từ ngày 9 tháng 2; nó cùng Atherstone và Keppel tách khỏi Đoàn tàu WS6A vào ngày 12 tháng 2, tiếp tục nhiệm vụ tuần tra và hộ tống.

### 1942
Vào ngày 12 tháng 2, 1942, Cottesmore được phái cùng các tàu chiến thuộc các chi hạm đội 16 và 21 trong một chiến dịch nhằm ngăn chặn các thiết giáp hạm Đức Gneisenau và Scharnhorst từ Brest, Pháp vượt eo biển Manche quay trở về Kiel, Đức.
Vào ngày 17 tháng 3, đang khi hộ tống một đoàn tàu vận tải, Cottesmore cùng các tàu hộ tống khác đã ngăn chặn các tàu phóng lôi E-boat đối phương ngoài khơi Lowestoft. Sang ngày 26 tháng 7, nó tham gia một hoạt động đánh chặn đoàn tàu vận tải ven biển đối phương, đánh chìm hai tàu đánh cá ngoài khơi Cherbourg; nó bị máy bay đối phương không kích khiến bị hư hại nhẹ và ba người thương vong. Sau khi được sửa chữa, nó tiếp nối hoạt động tuần tra và hộ tống vận tải ven biển tại khu vực Bắc Hải và eo biển Manche.
Đến ngày 13 tháng 10, Cottesmore được phái cùng các tàu khu trục hộ tống chị em Quorn (L66), Albrighton (L12), HNoMS Glaisdale và HNoMS Eskdale cùng hai đội xuồng phóng lôi trong nhiệm vụ đánh chặn chiếc tàu tuần dương phụ trợ Komet đang tìm cách thoát ra Đại Tây Dương qua ngã eo biển Manche. Lực lượng đã đối đầu với tàu đối phương được tàu phóng lôi Đức hộ tống; Komet cuối cùng bị hai ngư lôi từ xuồng phóng lôi MTB 236 đánh chìm với tổn thất nhân mạng toàn bộ.

### 1943 – 1944
Cottesmore tiếp tục làm nhiệm vụ tuần tra và hộ tống vận tải ven biển tại khu vực Bắc Hải và eo biển Manche trong suốt năm 1943 và đầu năm 1944. Vào tháng 5, 1944, nó được huy động tham gia Chiến dịch Neptune, hoạt động hải quân trong khuôn khổ cuộc Đổ bộ Normandy. Nó đi đến Solent để gia nhập Lực lượng G trong thành phần đổ bộ, và vào ngày 5 tháng 6 đã khởi hành cùng tàu chị em Pytchley (L92) và ba tàu phóng lôi hộ tống cho Đoàn tàu G2 hướng sang Bãi Gold. Có mặt tại khu vực Lực lượng Đặc nhiệm phía Tây vào đúng ngày D 6 tháng 6, nó bắn pháo hỗ trợ cho cuộc đổ bộ, và sau đó hộ tống các đoàn tàu vận tải tiếp theo sau cũng như tuần tra ngăn chặn sự can thiệp của tàu nổi và tàu ngầm đối phương.
Sang tháng 8, Cottesmore quay trở lại nhiệm vụ tuần tra và hộ tống vận tải ven biển cùng Chi hạm đội Khu trục 21. Vào ngày 1 tháng 11, nó cùng tàu chị em Garth (L20) và các tàu monitor Erebus (I02) và Roberts (F40) đi đến Walcheren, Hà Lan bắn phá các vị trí của đối phương.

### 1945
Cottesmore tiếp tục nhiệm vụ tuần tra và hộ tống vận tải ven biển tại Bắc Hải. Vào lúc này đối phương tăng cường các hoạt động rải mìn và đánh phá bằng tàu phóng lôi và tàu ngầm trang bị ống hơi tại Khu vực Tiếp cận Tây Nam. Đồng thời, do các căn cứ Không quân Đức dọc bờ biển nước Pháp đã bị loại bỏ, các đoàn tàu vận tải vượt Đại Tây Dương được chuyển hướng băng qua eo biển Manche để đi đến các cảng bờ Đông nước Anh, nên lực lượng tuần tra và hộ tống cần được bổ sung thêm.
Sau khi Đức quốc xã đầu hàng, Cottesmore hộ tống các tàu quét mìn đi Cuxhaven làm nhiệm vụ chiếm đóng, rồi gia nhập Lực lượng Hộ tống Harwich hỗ trợ các đoàn tàu của lực lượng chiếm đóng, trước khi chuyển đến Portsmouth vào tháng 8. Nó được đưa về thành phần dự bị tại Devonport vào tháng 2, 1946.
Vào năm 1956, con tàu được bán cho Ai Cập. Sau khi được tái trang bị trong chín tháng tại Cowes, nó nhập biên chế cùng Hải quân Ai Cập như là chiếc Ibrahim El Awal. Con tàu sau đó được đổi tên lần lượt thành Mohamed Alj El Kebir rồi Port Said, và phục vụ trong vai trò tàu huấn luyện cho đến năm 1972, khi nó bị tháo dỡ.